# Ку (мифология)
Ку (Kū) — один из верховных богов в древней полинезийской и гавайской мифологии.

## Описание
Считался наряду с Кане и Лоно одним из богов, сотворивших мир. Также почитался как бог войны — его разновидность Кукаилимоку.
Согласно представлениям древних гавайцев, принял участие в сотворении неба, земли и всех живых существ. Кроме того, преимущественно воспринимался как первая мужская созидающая сила, которая вместе с женской силой в лице божества Хина, почитались как духи-прародители неба и земли. Древние жители островов считали, что Ку главенствует над всеми мужскими божествами, а Хина — над всеми женскими. Гавайцы также поклонялись Ку для хорошего урожая, улова рыбы, долгой жизни и процветания.
Ку наделялся множеством эпитетов, которые позволяют его также причислять к богам развития, дождя и леса. Во время пребывания в 1778 году на острове Гавайи британского путешественника Джеймса Кука Ку почитался в качестве бога войны (его полное имя было Ку-каили-моку), которому приносили в качестве жертвоприношения живых людей.